# The Miser's Doom
The Miser's Doom je britský němý film z roku 1899. Režisérem je Walter R. Booth (1869–1938), který začal spolupracovat s průkopníkem filmu ve Spojeném království Robertem W. Paulem. Jde o jeden z jeho prvních filmů.
Jedná se o jeden z prvních snímků s duchem, ačkoliv už o rok dříve natočili takové filmy Georges Méliès nebo George Albert Smith.

## Děj
Lakomce pronásleduje duch jednoho z jeho obětí, což způsobí, že zemře v šoku.